# Capilla de San Francisco de Asís (Antártida)
La capilla San Francisco de Asís es una capilla de la Iglesia católica ubicada en la base Esperanza de Argentina en el extremo norte de la península antártica en la Antártida. Fue inaugurada el 18 de febrero de 1976, e instalada por el Ejército Argentino. Es la primera capilla católica del continente antártico. Es uno de los pocos templos cristianos en la Antártida, los únicos lugares de culto religioso en este continente.

## Historia y características
Allí se presta ayuda espiritual a las familias residentes y al personal de la base. Su primer sacerdote, fue el jesuita Buenaventura De Filippis, nacido en Italia. Allí también se celebró el primer casamiento religioso en la Antártida, el bautismo de Emilio Marcos Palma, el primer nacimiento registrado de un ser humano en la Antártida, y las primeras comuniones en celebrarse en el continente más austral.
Villancicos y la misa de gallo de la Nochebuena de 1978 realizada en la capilla fue transmitida a través de una las frecuencias de los canales meteorológicos del móvil marítimo. La transmisión fue captada por el resto de las estaciones antárticas argentinas y otras extranjeras hispanohablantes con un buen margen de aceptación. Cuando se inauguró oficialmente LRA36 Radio Nacional Arcángel San Gabriel, se transmitió la misa oficiada por De Filippis.
El 12 de enero de 2001 fue entronizada en la capilla una reliquia del santo Héctor Valdivielso Sáez.
En la capilla se celebró en 2013 la primera misa en acción de gracias por el nombramiento de Jorge Mario Bergoglio como papa. En noviembre de 2014, el capellán mayor del Ejército Argentino entregó a la dotación argentina de la base para el 2015 una reliquia del santo Francisco de Asís para la capilla. Anteriormente, en marzo de 2014 se construyó y se inauguró el campanario más austral del mundo en al homenaje al papa Francisco. También llegó a la capilla un solideo bendecido y donado por el papa en octubre de 2013.

## Actividad de la Iglesia católica en la Antártida Argentina
La primera misa de la Iglesia Católica celebrada en la Antártida fue oficiada por el jesuita Felipe Lérida el 20 de febrero de 1946 en el observatorio Orcadas del Sud. El 18 de febrero de 1976 fue inaugurada la capilla San Francisco de Asís en la Base Esperanza, siendo la primera en el continente antártico. En 1978 se celebró el primer matrimonio católico en la base Esperanza. A partir de 1995 el obispado castrense de Argentina comenzó a desarrollar su programa de Pastoral antártica, asistiendo a las bases, barcos y personal antártico y destacando sacerdotes en las campañas antárticas. Desde 1996 las capillas de las bases antárticas argentinas cuentan de manera permanente con sagrarios con hostias consagradas y ministros extraordinarios de la Eucaristía designados por el obispo castrense.
Además de la capilla de la base Esperanza, las otras capillas antárticas argentinas que se ubican en las bases operativas de manera permanente son:
- Capilla Santísima Virgen de Luján, en la base Marambio
- Capilla Stella Maris, en la base Orcadas.
- Capilla Nuestra Señora de las Nieves, en la base Belgrano II.
- Capilla Cristo Caminante, en la base San Martín.
- Capilla Nuestra Señora del Valle, en la base Carlini.

Existe también la capilla Stella Maris en el rompehielos ARA Almirante Irízar y la capilla Cristo Rey en la sede del Comando Antártico de Ejército Argentino en Buenos Aires, que se hallan afectadas a la actividad pastoral antártica.